# 楊寬
楊寬（1914年2月6日—2005年9月1日），字寬正，江苏青浦（今上海市青浦区）人，中國歷史學家。其治学涉及墨子、古史传说、西周史、战国史、科技史和制度史等诸多领域。被稱为“古史辨殿军”，被认为是“古史辨派”的重要人物。

## 生平
1914年农历正月，杨宽出生于青浦县白鹤江镇，其父杨公衡为中医。1919年秋进入鹤溪小学读书。1926年夏考入省立苏州中学，1932年考入上海光華大學（今華東師範大學）國文學系，1936年毕业，期间曾师从吕思勉、蒋维乔、钱基博等学者。
1936年参与上海市立博物馆筹建工作，不久与陈荷静成婚。30年代后期抗战开始，为此杨宽辞去广东省勷勤大学教职，1940年4月与化学史家黄素封赴苏北江苏文化社从事抗日宣传工作，于当年12月回上海。1941年2月与童书业去苏北，并从事战国史工作。1942年1月，杨宽与其师吕思勉、其友童书业各自回到家乡隐居避难，期间利用近3年研究和撰写《战国史料编年辑证》。1945年后，杨宽作为上海市博物馆复馆办事处主任，经努力将抗战时期关闭的博物馆重新恢复，并被任命为馆长。1946年为光华大学历史系教授。
中华人民共和国成立后，杨宽仍担任重建后的上海博物馆馆长，兼任上海市文物管理委员会秘书长。1953年1月，兼任复旦大学历史系教授，主讲“春秋战国史”与“先秦史料学”，1959年调任上海社会科学院历史所副所长，1970年又调回复旦大学历史系工作。期间经历一系列的政治风波，如镇压反革命运动、三反五反运动、1954年“胡适思想批判”运动、1955年“肃清胡风反革命集团”运动、1957年反右运动、1963年四清运动等。文化大革命开始后，杨宽因先前对姚文元批判吴晗的观点提出过意见，一开始就成为了批斗的对象，被关入“牛棚”改造、下五七干校劳动，1967年其父去世，杨宽受影响而无法回乡，但仍在斗争间隙进行学术研究工作。1972年1月，专案小组对杨宽审查，结论是“反动学术权威，敌我矛盾作人民内部矛盾处理”。因其早年著述《商鞅变法》和《秦始皇》中的观点符合上层领导者“革命斗争”的需要，杨宽获得赞扬。受其影响，1974年7月至8月，他被指名赴京参加“法家著作注释工作会议”，1975年1月他又作为全国人大代表赴京参加第四届全国人民代表大会。文革期间，杨宽曾与郭沫若进行过一次学术讨论。据杨宽的自传所述，文革期间及结束不久后，杨宽的藏书和存折等曾被其长子与次子盗走，又被其小儿子与儿媳「造反」，其家门被多次从外面钉死，其中一次将杨宽80多岁的岳父关了12天。杨宽遂宣布与三子断绝父子关系。
1984年，杨宽因患有慢性病，向复旦大学申请退休，并于同年5月赴美国迈阿密定居。2005年9月1日逝世。2012年12月，其妻陈荷静亦在美国去世。

## 学术成就

### 史学成就
杨宽被誉为“古史辨殿军”，被认为是“古史辨派”的重要人物。但他否认自己是疑古派、古史辨派，认为“无论疑古、信古，讲得对就可以采纳”。其早年出入于“史料派”，后又受“史观派”的影响，在晚年对“史观派”的弊病做出反省后，终臻于中正切实。
杨宽少年时即有志于学，其高中时代专注于墨学研究及先秦史料的考辨。杨宽16岁时将其第一篇学术论文《墨经校勘研究》投寄到《燕京学报》上，得到主编容庚的赞许。
20世纪二三十年代，“疑古派”兴起。期间有三次关于古史的大辩论影响较大，即“古史传说的真伪”、“井田制度的有无”、“中国古代社会性质的问题”。杨宽受其触动，其学术研究方向开始转入中国上古史领域。
杨宽曾说：
|  | 由于史学工作者采用不同的观点和方法来从事各种重要问题的探索，逐渐形成不同的新学派，特别通过上述三次大辩论之后，新兴学派有着进一步的发展，纷纷创办新刊物，推动学术研究的进展。正当我开始从事学术研究之际，不仅受到三次大辩论的启示，而且受到三个新学派兴起的巨大影响。我一向主张兼采并纳，撷长去短，从而充实和提高自己的研究能力。 |

从1933年起，他分别以中国上古传说中的人物为中心，对其神话来源及其分合演变进行整理，陆续写成系列论文。1937年撰成《中国上古史课程讲义》，后修订成《中国上古史导论》一书，被认为是中国上古史研究领域的开创性著作之一。其中他提出的“神话分化学说”，被认为是对顾颉刚“层累地造成的中国古史”说的发展和补充，并得到顾本人的肯定，成为顾颉刚开创的“古史辨派”的重要后继者。史学家童书业称杨宽为：“顾颉刚先生以后，集‘疑古’的古史学大成的人。”日本历史学家贝冢茂树评价：“从疑古派中出现了像杨宽先生这样的人物，在充分摄取释古派的方法和成果的同时，正积极开拓一个可以推动现代古史研究前进途径，可以称为‘新释古派’的新境地。”
后其学术兴趣又由上古史转向战国史，潜居故乡青浦撰写《战国史料编年辑证》，为日后铸就《战国史》奠定了基础。20世纪50年代，杨宽开始探索中国古代冶铁技术发展史、西周的社会结构和礼制，著有《西周史》《古史新探》；80年代应日本学界邀请讲学，完成《中国古代陵寝制度史研究》《中国古代都城制度史研究》。杨宽共出版专著十余部，发表论文360余篇。此外，他还参与了修订《辞海》古代史条目、编绘《中国历史地图集》先秦部分、标点《宋史》等工作。

### 博物工作
杨宽被认为是中国博物馆事业的先驱。他参与筹建了上海市博物馆，并长期担任上海市博物馆馆长；在保护国宝毛公鼎与阻止山西浑源李峪村出土铜器的盗运等方面作出了贡献。

## 轶事
1970年，杨宽从五七干校调离。调任后，因教工早就认识他，称他为“杨先生”，但工宣队长听后当众宣布杨宽这类“被改造对象”不配称“先生”，只能叫“老杨”。这使得杨宽本人一直耿耿于怀：“从此，有些人就不敢招呼我，或称我‘老杨’而不再称‘先生’了。”
杨宽也長於考古，授课时喜欢用出土文獻来佐证自己的论点。此外，他常使用带有上海口音的普通话。

## 著作
杨宽的著作有《战国史》、《中国冶铁技术发展史》、《中国古代陵寝制度史研究》、《中国古代都城制度史研究》、《西周史》、《中国上古史导论》、《战国史料编年辑证》等。